# Place Henri-Conscience d'Anvers
 (mai 2020).
Si vous disposez d'ouvrages ou d'articles de référence ou si vous connaissez des sites web de qualité traitant du thème abordé ici, merci de compléter l'article en donnant les références utiles à sa vérifiabilité et en les liant à la section « Notes et références ».
La place Henri-Conscience (en néerlandais : Hendrik Conscienceplein) est une petite place publique, dans le centre historique de la ville d’Anvers en Belgique. Jusqu’en 1883 elle s’appelait place des Jésuites.

## Histoire
Au début du XVIIe siècle les jésuites construisent autour d’un carré public: sur son côté oriental leur église saint-Ignace (1615-1620), sur son côté méridional leur maison professe (1616) et, sur le côté occidental : la maison des Congrégations mariales. La maison professe abrita de 1630 à 1773 (suppression de la Compagnie de Jésus), l’œuvre de la Société des Bollandistes et leur importante bibliothèque. C'est là que mourut le père Jean Bolland, fondateur de la Société. Si l’église est un modèle de style baroque - un joyau du baroque des Pays-Bas méridionaux - les autres bâtiments sont de style Renaissance classique. 
Bordée (sur trois côtés) de bâtiments jésuites majeurs la place fut tout naturellement connue sous le nom de ‘place des Jésuites’.
La Compagnie de Jésus est supprimée en 1773. Les jésuites sont expulsés d’Anvers et perdent leurs propriétés. L’église est confiée au clergé séculier et devient église paroissiale qui est re-dédiée à saint Charles Borromée. La Société des Bollandistes continue son travail, durant quelque temps, chez les Prémontrés de Tongerlo. 
Durant le XIXe siècle la ville d’Anvers acquiert le bâtiment des Congrégations mariales (côte occidental de la place) et y installe en 1883 sa bibliothèque municipale. Rassemblant de riches collections dans les domaines de l’histoire, de la culture et littérature flamandes la bibliothèque est dénommée 'Bibliothèque Henri-Conscience' (en néerlandais: nl:Erfgoedbibliotheek Hendrik Conscience). Une statue du grand écrivain flamand est installée devant le bâtiment, et depuis lors la place porte le nom de ‘Henri Conscience’. Un passage piétonnier, sous l’aile méridionale du bâtiment permet l’accès à la ‘Leeuw van Vlaanderenstraat’ et à la ‘Jezuitenrui’.
La place Henri Conscience est devenue la première place sans voiture de la ville d'Anvers grâce aux efforts des résidents locaux, y compris les artistes Hugo Heyrman et Panamarenko.

## Galerie

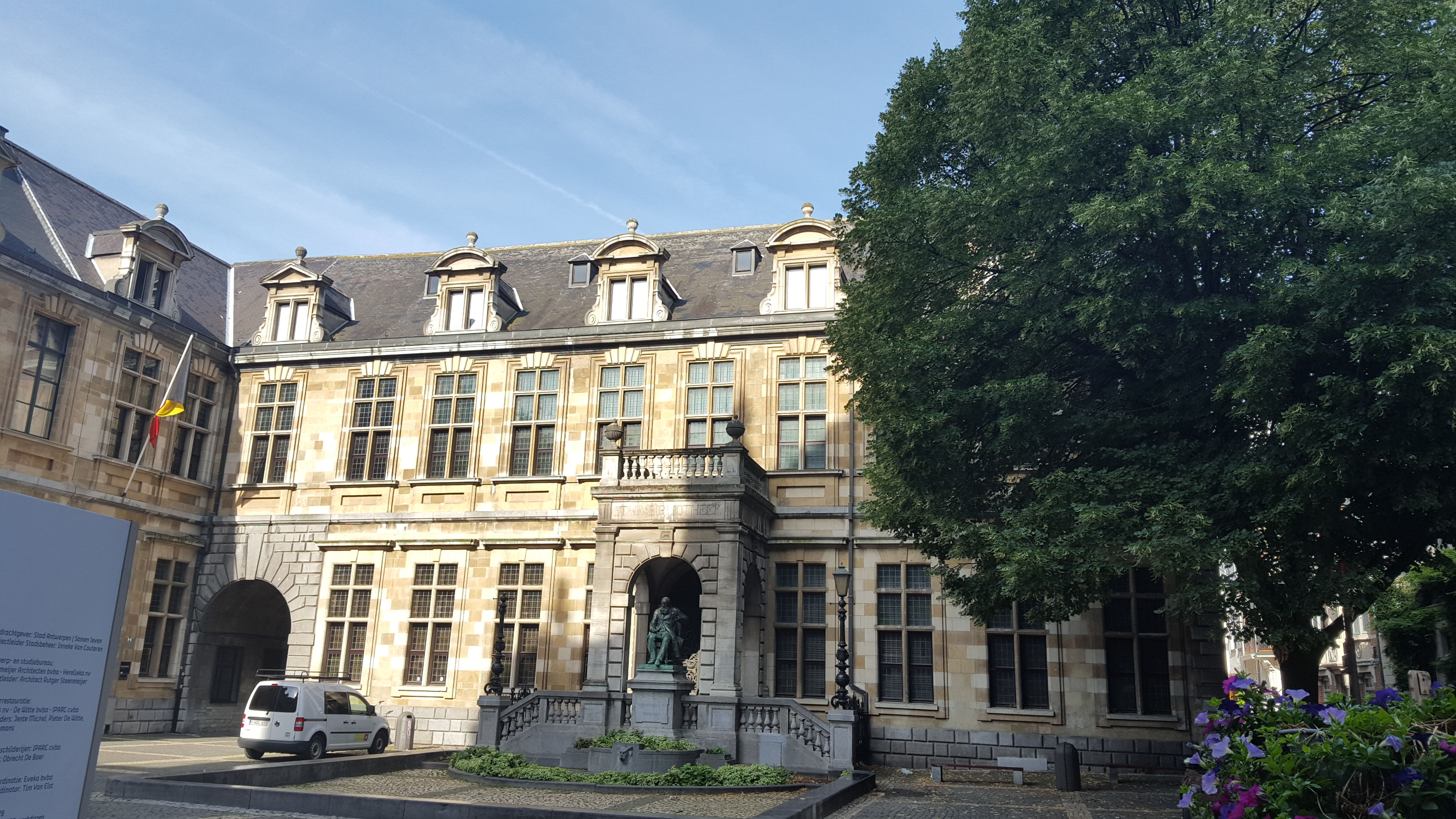
Bibliothèque municipale Henri-Conscience (avec statue de H.Conscience)
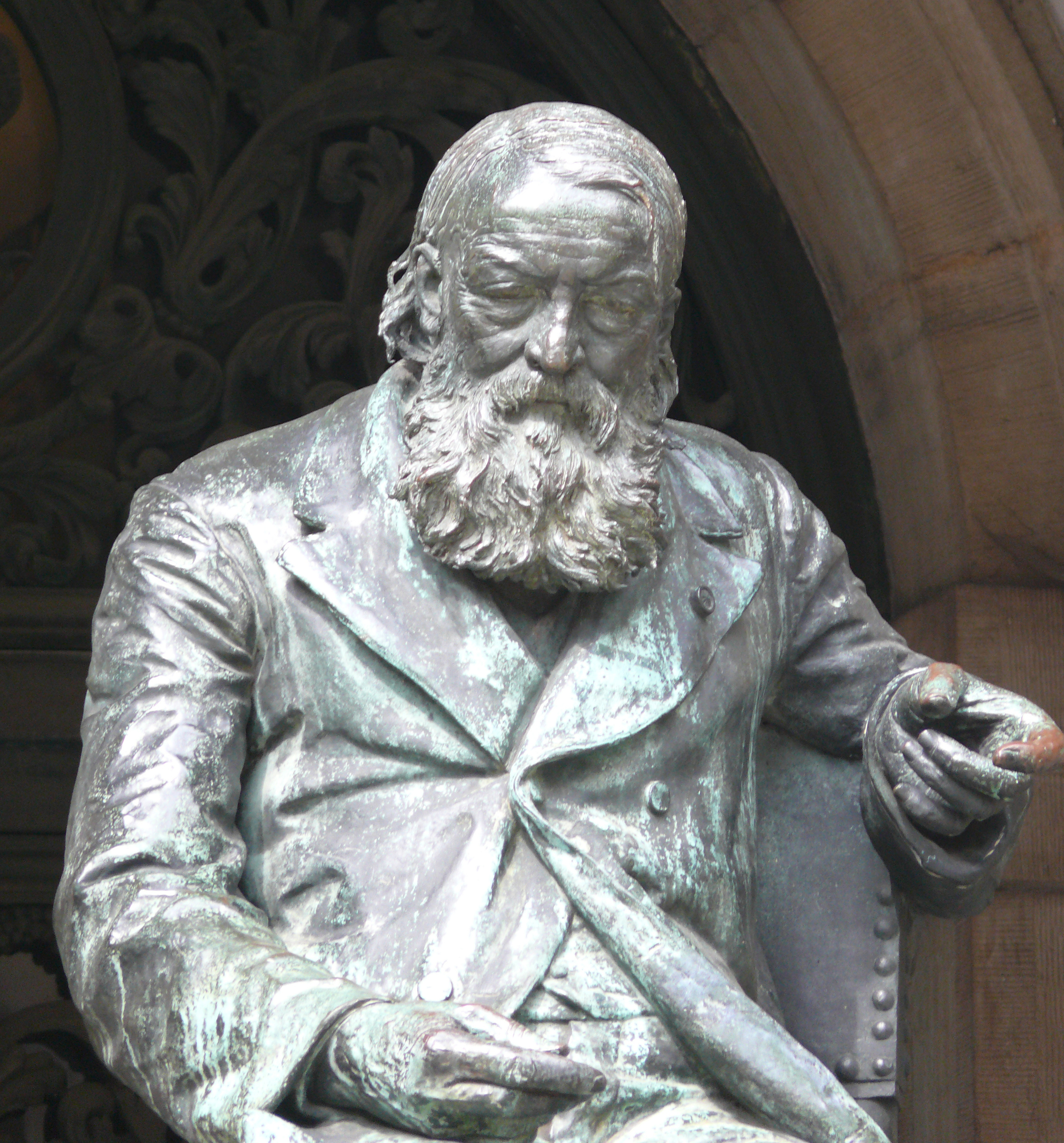
Henri Conscience (œuvre de Frans Joris)
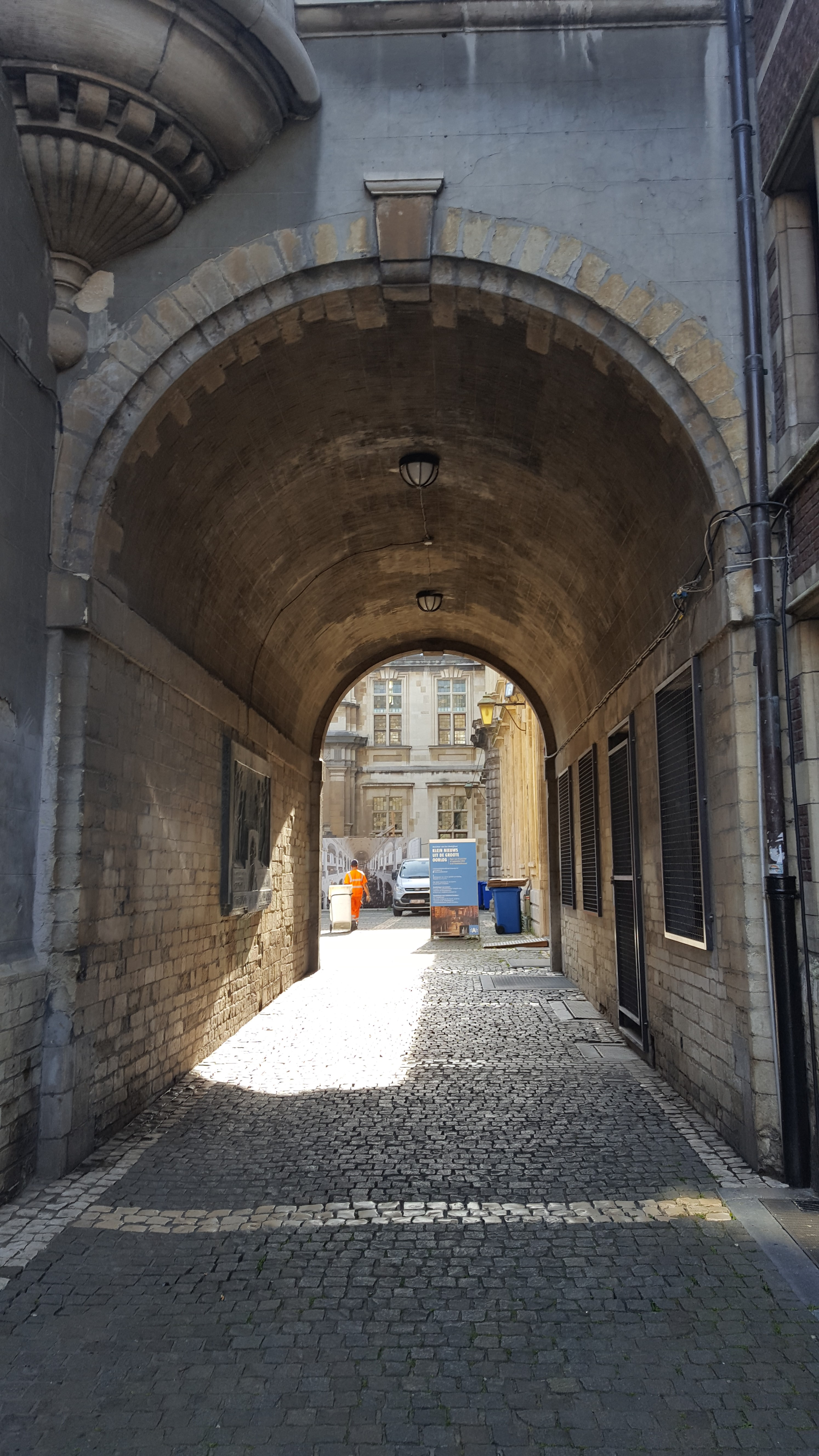
Passage piétonnier couvert conduisant à la 'Jezuïetenrui'
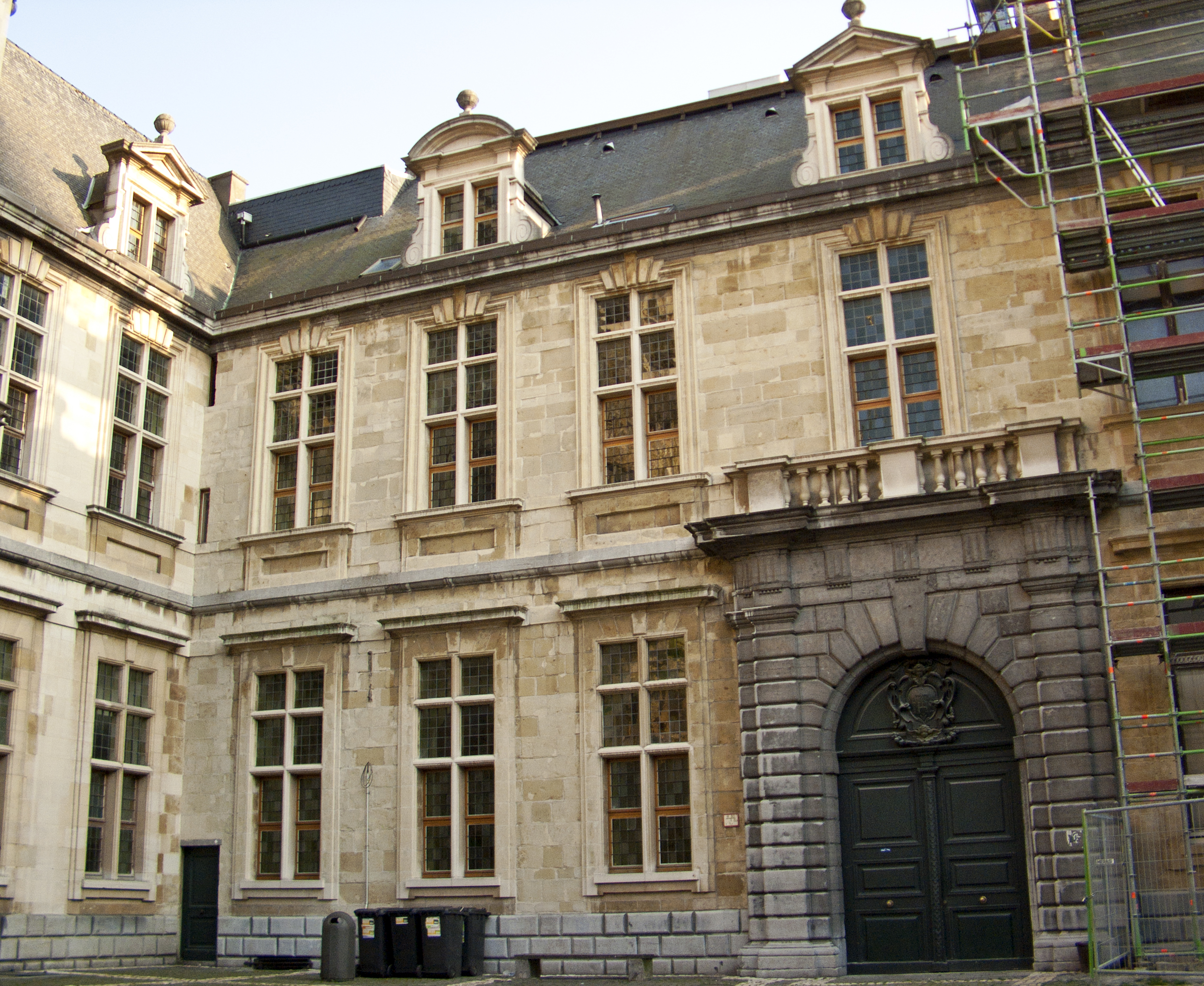
La Maison professe (côté méridional)
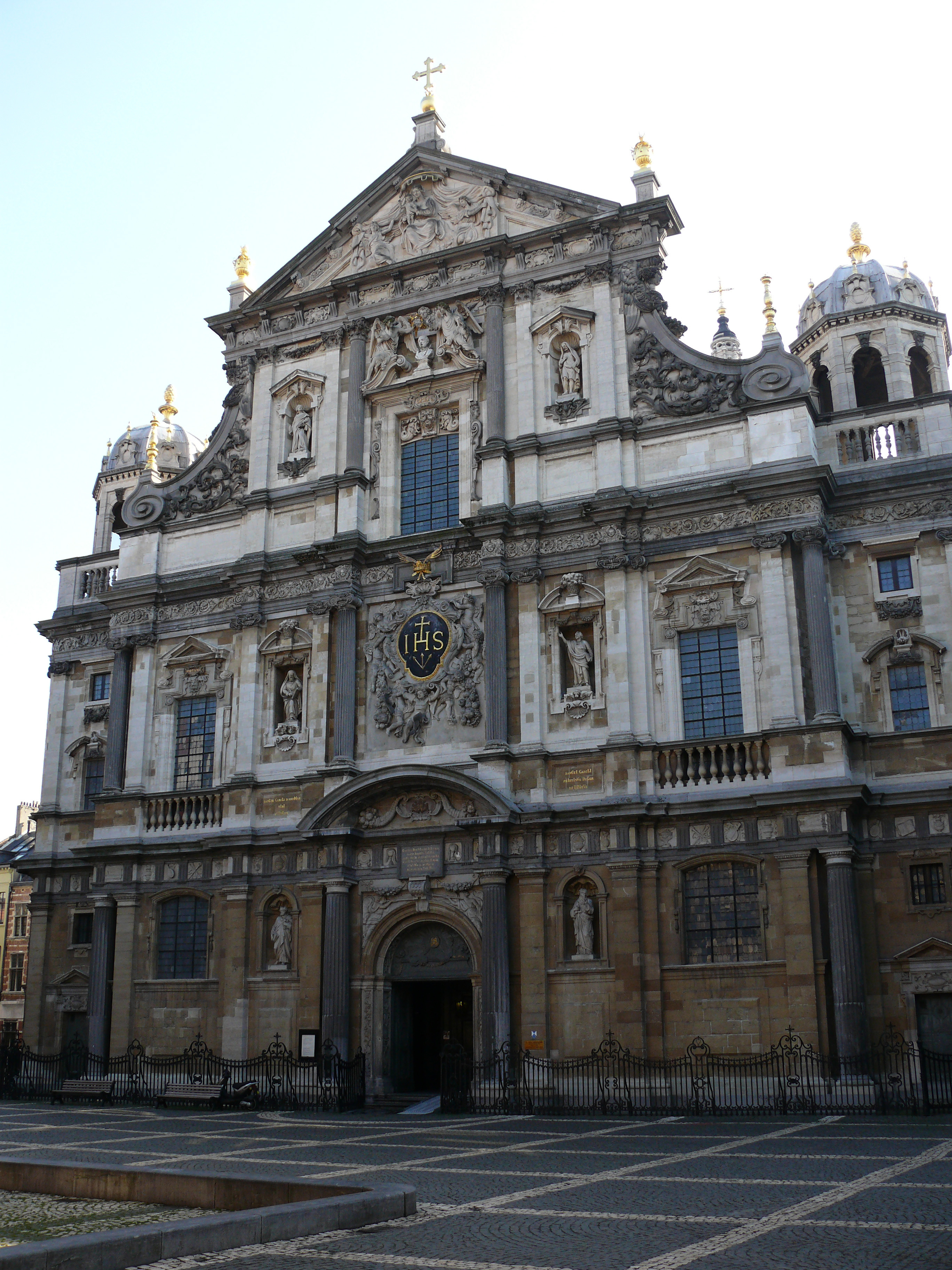
L'église Saint-Charles-Borromée (côté oriental)